# Павлиноглазка геркулес
Павлиноглазка геркулес, или косциноцера геркулес (лат. Coscinocera hercules) — ночная бабочка из рода Coscinocera в составе семейства павлиноглазок (Saturniidae). Одна из самых крупных бабочек в мире и самая большая в фауне Австралии: размах крыльев самок этого вида согласно литературным источникам достигает 27 см. Данный вид обладает самой большой площадью крыльев среди бабочек — у самок она достигает 263 см2.

## Описание

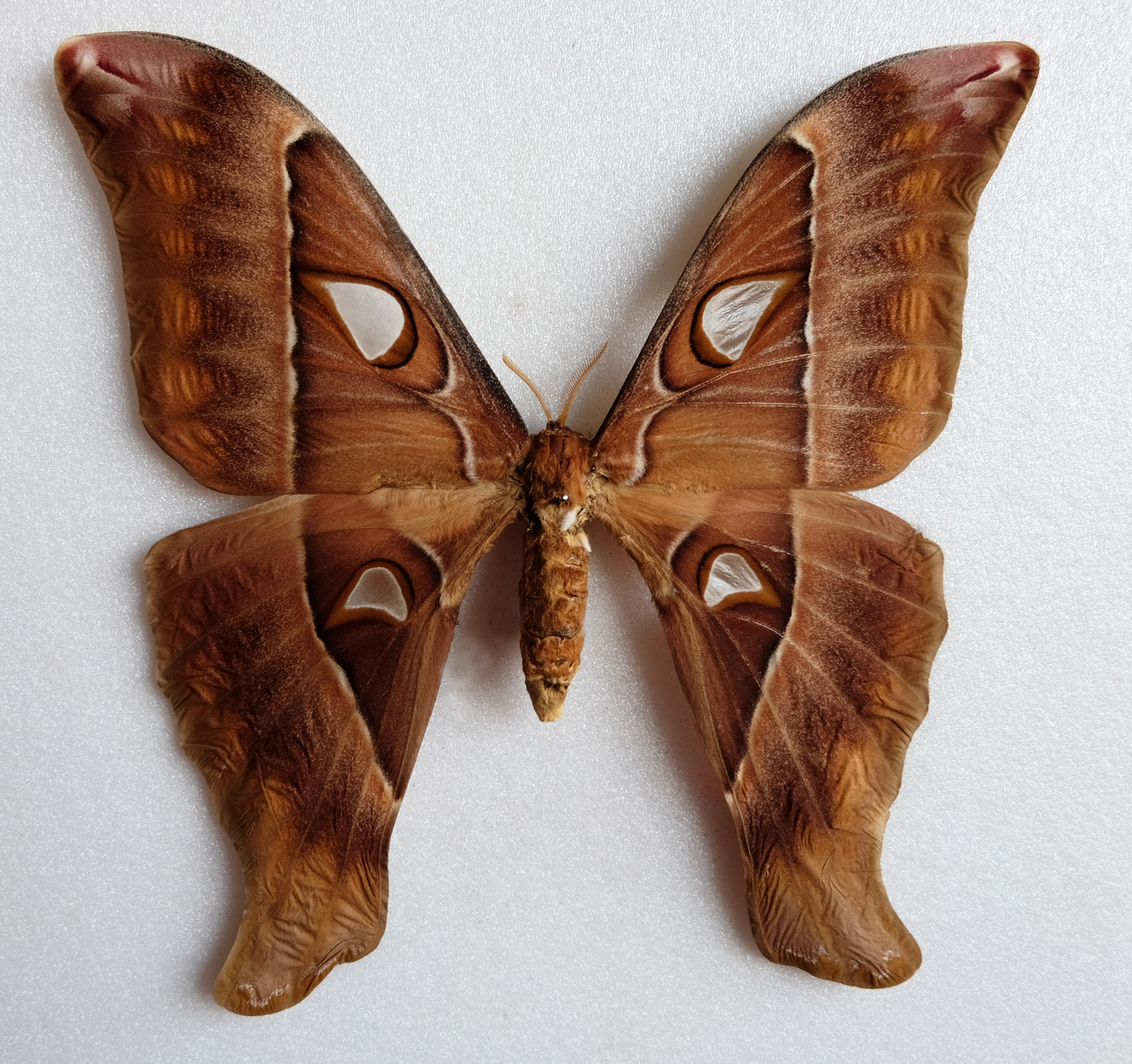
Самка павлиноглазки геркулес

Очень крупные бабочки с большими широкими крыльями. Тело вальковатое, густо опушённое волосками. Каждое крыло несёт крупное дискоидное прозрачное «глазчатое» пятно. Задние крылья самцов с лировидно вытянутыми анальными углами, в виде хвостов (длиной до 13 см), которые поддерживаются удлинёнными и изогнутыми жилками. Крылья самок по размеру превосходят крылья самцов. Усики перистые, с двумя парами выростов на каждом членике, у самок выросты значительно короче, чем у самцов. Ротовые органы редуцированные: хоботок недоразвит или отсутствует; губные щупики хорошо развитые, прямые или несколько изогнутые вверх и торчащие впереди лба, реже очень маленькие и едва заметные. Ноги укороченные; голени задних ног с 2—3 шпорами.

## Распространение
Вид распространён в тропических лесах на севере Квинсленда в Австралии, а также в Папуа — Новой Гвинее.

## Жизненный цикл

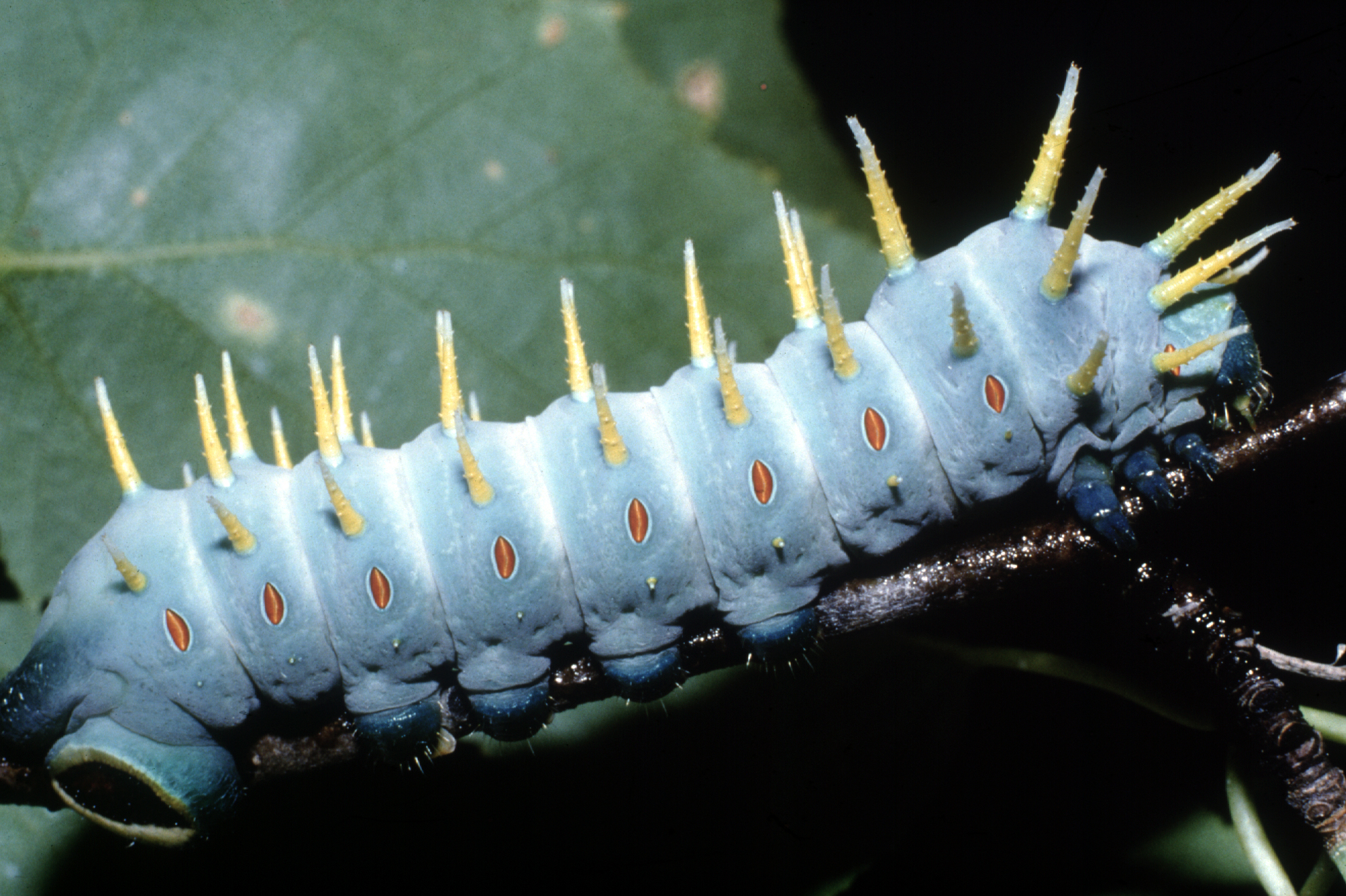
Гусеница

Самки откладывают яйца на нижнюю сторону кормовых растений гусениц. Одна самка способна отложить 80—100 яиц. Гусеницы синевато-зелёные с красновато-оранжевыми дыхальцами и 4 роговидными бледно-жёлтыми выростами на каждом сегменте тела. К концу своего развития гусеницы достигают 10 см в длину.
Кормовые растения гусениц: Polyscias elegans, Glochidion ferdinandi, Dysoxylum muelleri, черёмуха поздняя (Prunus serotina), Timonius rumphii, но при выращивании гусениц в неволе они также могут питаться следующими видами растений: орех грецкий (Juglans regia), бирючина обыкновенная (Ligustrum vulgare), айлант высочайший (Ailanthus altissima), сирень (Syringa), ива (Salix).